# Buchholzia coriacea
Buchholzia coriacea là một loài thực vật có hoa trong họ Capparaceae. Loài này được Engl. mô tả khoa học đầu tiên năm 1886.